# Evelyn Ijeh
Evelyn Ijeh, född 12 augusti 2001 i Malmö, är en svensk fotbollsspelare (anfallare) som spelar för AC Milan och svenska landslaget.
Evelyn Ijeh är dotter till Peter Ijeh.

## Karriär
Ijeh började spela fotboll i IFK Göteborg som 10-åring. Genom ett samarbete med Kopparbergs/Göteborg FC (senare BK Häcken) spelade hon under 2017 i klubbens U19-lag, och inför säsongen 2018 gick hon över till Kopparbergs/Göteborg fullt ut. Under säsongen 2021 var Ijeh utlånad till Lidköpings FK i Elitettan.
Inför säsongen 2022 värvades Ijeh av Växjö DFF, där hon skrev på ett tvåårskontrakt. I Växjö fick Ijeh sitt genombrott med 22 mål på 25 matcher när laget gick obesegrat genom Elitettan. 
I juli 2023 värvades Ijeh av mexikanska Tigres UANL. I februari 2024 lånades hon ut till italienska AC Milan på ett låneavtal fram till sommaren, och i juli samma år skrev hon på ett treårskontrakt med Milan.

### Landslag
Evelyn Ijeh har gjort ungdomslandskamper för Sverige på U17-, U19- och U23-nivå. I juli 2024 debuterade hon i seniorlandslaget då hon var med i startelvan i EM-kvalmatchen mot Frankrike. I oktober samma år gjorde hon sitt första mål för seniorlandslaget i en match mot Luxemburg.